# Han Malsook
Pour les articles homonymes, voir Han.
Han Mal-sook  (en hangeul : 한말숙) est une romancière sud-coréenne née le 27 décembre 1931 à Séoul,. 

## Biographie
Née le 27 décembre 1931 à Séoul, en Corée, Han est diplômée de l'université nationale de Séoul où elle obtient l'équivalent d'une licence en linguistique. Elle a ensuite travaillé dans un cabinet de conseil. Elle a également été chargée de cours à la faculté de musique à l'université nationale de Séoul. Elle fait ses débuts littéraires en 1956 avec la publication de deux de ses nouvelles Une saison dans la lumière des étoiles (Byeolbitsogui gyejeol) et Précipice d'un mythe (Sinhwa-ui danae) publiées dans la revue Littérature contemporaine (Hyundae Munhak) à la suggestion de Kim Dong-ni. Han a également été membre du comité coréen pour l'UNESCO. 
En 1964, le Prix de littérature contemporaine (Hyundae Munhak) lui est décerné.

## Œuvre
Han utilise dans récits des images vives, son style d'écriture est inventif et sa perception des choses aiguë. Han Malsook capte l'intériorité et les multiples facettes des êtres humains aliénés, et en particulier la psychologie des femmes contemporaines dans le contexte de l'après-guerre en Corée. Son œuvre majeure est sans doute Précipice d'un mythe (Sinhwa-ui danae, 1960) qui utilise la perspective existentialiste pour sonder la psychologie abîmée d'une femme qui mène sa vie uniquement à la poursuite du plaisir et du confort. Une histoire qui incarne en quelque sorte l'atmosphère de l'après-guerre avec cette approche nihiliste de la vie. Ce récit a permis à l'autrice d'acquérir une reconnaissance instantanée en devenant une porte-parole de l'existentialisme au milieu du XXe siècle. Han a développé ces problématiques dans son récit, Une promesse avec Dieu (Sin-gwa-ui yaksok, 1968). L'histoire met en scène une femme qui négocie avec Dieu pour sauver la vie de sa fille, mais se rend compte elle-même, après le recouvrement de sa fille, qu'elle ne peut pas mener une vie pieuse comme elle en avait fait le serment : pour la protagoniste, le seul objet de dévouement reste sa fille et non Dieu. Han a traité des sujets très divers. Une vieille femme et un chat (Nopawa goyang-i) étudie la nature de l'aliénation par la perspective d'une vieille femme abandonnée par sa famille. Un chemin blanc (Hayan dojeong, 1963) décrit la lutte d'une jeune génération contre l'hypocrisie et la corruption de leurs parents alors que La saison des pluies (Jangma) est un portrait de la défiance de l'homme envers la nature. 